# A77 (Frankrijk)
De A77, oftewel de Autoroute de l’Arbre, is een autosnelweg gelegen in het midden van Frankrijk, die de plaats Rosiers  in het departement Seine-et-Marne verbindt met de stad Nevers in het departement Nièvre.
Bij de aanleg van de snelweg is rekening gehouden met de invloed van de weg op de omgeving. Naast de bewustmaking van de automobilist over de omgeving waar hij door rijdt, zijn er ook andere maatregelen genomen om de weg in het landschap te integreren. Zo zijn er - bijvoorbeeld in het bos van Montargis ecoducten aangelegd.

## Toekomst
Sinds 2008 is men bezig met het opwaarderen van de N7 tussen Nevers-Sud en Moulins.  Deze opwaardering loopt ook ruim ten oosten  langs het racecircuit van Magny-Cours. Bij Moulins zal deze aansluiten op de reeds gereedgekomen rondweg. Daarna zullen de N7 en de N82 worden opgewaardeerd tot Balbigny, waar een knooppunt met de A89 zal komen. Met name rond de dorpen zal de weg over een nieuwe tracé gaan lopen. Het grootste deel van de nieuwe weg zal uitgevoerd worden als een expresweg. Zo zal in de toekomst een tweede verbinding ontstaan tussen Parijs en Lyon, en zal de Autoroute du Soleil wat minder druk worden.